# Conizonia simia
Conizonia simia är en skalbaggsart som beskrevs av Gianfranco Sama 2005. Conizonia simia ingår i släktet Conizonia och familjen långhorningar. Inga underarter finns listade i Catalogue of Life.